# Scherpzicht
Scherpzicht (Engels: Farsight) is een personage uit Het laatste gevecht van De Kronieken van Narnia door C.S. Lewis.
Scherpzicht is een sprekende adelaar, die groter is dan een normale adelaar. Aan zijn manier van vliegen is te zien, dat hij een sprekende adelaar is. Ook spreekt een sprekende adelaar met een vreemde adelaarsstem.
Scherpzicht is de boodschapper, die Tirian vertelt over de val van Cair Paravel, en de verovering door Calormen. Ook brengt hij de boodschap van Runewijs over. In het gevecht bij de stal doet hij ook mee, door in het gezicht van de Calormeners te vliegen.
In het nieuwe Narnia is hij de eerste, die de overeenkomst ziet tussen het nieuwe en het oude Narnia. Ook gaat hij mee naar de tuin in het westen van het nieuwe Narnia, maar de groep die ernaartoe rent gaat sneller dan hij.